# Индустријска зона Вал Пескара (Кјети)
Индустријска зона Вал Пескара је насеље у Италији у округу Кјети, региону Абруцо.
Према процени из 2011. у насељу је живело 211 становника. Насеље се налази на надморској висини од 18 м.